# Stardust (John Coltrane)
Stardust è un album discografico del musicista jazz John Coltrane, pubblicato nel 1963 dalla Prestige Records.

## Descrizione
Il disco venne assemblato con materiale di repertorio inedito proveniente da sessioni di registrazione del 1958 effettuate allo studio di Rudy Van Gelder di Hackensack in New Jersey.

## Tracce
1. Stardust (Hoagy Carmichael, Mitchell Parish) — 10:41
2. Time After Time (Sammy Cahn, Jule Styne) — 7:45
3. Love Thy Neighbor (Mack Gordon, Harry Revel) — 9:22
4. Then I'll Be Tired of You (Yip Harburg, Arthur Schwartz) — 9:27

- Tracce 1 & 3 registrate l'11 luglio 1958, tracce 2 & 4 registrate il 26 dicembre 1958

## Musicisti
- John Coltrane — sassofono tenore
- Wilbur Harden — flicorno (traccia 1), tromba (traccia 3)
- Red Garland — pianoforte
- Paul Chambers — contrabbasso
- Jimmy Cobb — batteria (tracce 1,3)
- Arthur Taylor — batteria (tracce 2,4)